# Палау на Универсиадах
Палау принимает участие в Универсиадах начиная с летней Универсиады 2015 года в Кванджу. На зимних Универсиадах спортивная делегация Палау не участвовала ни разу.
На настоящее время (после летней Универсиады 2021 и зимней Универсиады 2023) спортсмены Палау на всех Универсиадах медалей не завоевали.